# Radiella hemisphaerica
Radiella hemisphaerica är en svampdjursart som först beskrevs av Sars 1872.  Radiella hemisphaerica ingår i släktet Radiella och familjen Polymastiidae.
Artens utbredningsområde är Norge. Inga underarter finns listade i Catalogue of Life.